# العلاقات الإيطالية السعودية
تشير إلى جُملة العلاقات الثنائية بين الـمملكة العربية الـسعودية والجمهورية الإيطالية. وكلا الدولتين ضمن دول مجموعة العشرين.

## بذرة تاريخية
كانت إيطاليا من أوائل الدول التي اعترفت بالمملكة العربية السعودية منذ تأسيسها عام 1932م ومنذ ذلك التاريخ تطورت العلاقات بين البلدين تطوراً إيجابياً وملحوظاً وعلى كافة الأصعدة السياسية والاقتصادية والتجارية والاستثمارية والثقافية والعلمية وكذلك في مجال الأمن والدفاع وقد أُطّرَ هذا التعاون باتفاقيات ومذكرات تفاهم موقعة بين البلدين. وأقامت معها علاقات دبلوماسية في تلك الفترة مثلت إيطاليا فيها قنصليتها العامة في مدينة جدة واستمر التواصل بين البلدين عبر الزيارات والاتصال المباشر بعد الاعتراف إلى أن جرى تعيين الأستاذ موفق الألوسي وزيراً مفوضاً للمملكة في روما في يناير 1951م.

### الزيارات الرسمية
زار الملك فيصل بن عبد العزيز إيطاليا عندما كان وزيراً للخارجية الـسعودية عام 1932م. كما زارها عندما كان ملكاً وذلك في يونيو 1973م حيث تقرر في تلك الزيارة تشييد أكبر مركز ثقافي إسلامي في أوروبا في العاصمة الإيطالية روما.
كما زار الملك سعود بن عبد العزيز إيطاليا في مايو 1935م عندما كان ولياً للعهد. وفي عام 1979م زار الملك فهد بن عبد العزيز إيطاليا عندما كان ولياً للعهد. وفي أكتوبر 1983م قام الأمير سلطان بن عبد العزيز بزيارة رسمية لإيطاليا التقى خلالها برئيس الجمهورية السيد/ ساندرو برتيني ورئيس الحكومة السيد/ بتينو كراكسي وكذلك وزير الدفاع. كما قام بزيارة آخرى لإيطاليا في سبتمبر 1997م التقى خلالها برئيس الجمهورية آنذاك السيد/ أوسكار لويجي سكالفارو ورئيس الحكومة السيد/ رومانو برودي. وفي مايو 1999م قام الملك عبد الله بن عبد العزيز عندما كان ولياً للعهد بزيارة رسمية لإيطاليا عندما التقى خلالها برئيس الجمهورية السيد/ كارلو أنزيليو تشامبي ورئيس الحكومة السيد/ ماسيمو داليما. وفي عام 2007م قام الملك عبد الله بن عبد العزيز بزيارة رسمية لإيطاليا التقى خلالها برئيس الجمهورية السيد/ جورجيو نابوليتانو ورئيس الحكومة السيد/ رومانو برودي.
أما من الجانب الإيطالي فقد زار الرئيس الإيطالي جوفاني ليوني المملكة في مارس 1975م. كما قام رئيس الحكومة الإيطالية بتينو كراكسي في 1984م بزيارة المملكة. كما قام رئيس الحكومة الإيطالية جوليو أندريوتي بزيارة المملكة في 1991م. وفي يوليو 1997م قام الرئيس الإيطالي أوسكار لويجي سكالفارو بزيارة المملكة. وفي عام 2002م زار رئيس الحكومة الإيطالية سيلفيو برلسكوني المملكة. وفي عام 2007م قام رئيس الحكومة الإيطالية السيد/ رومانو برودي بزيارة رسمية للمملكة. وفي عام 2009م قام رئيس الحكومة السيد/ سيلفيو برلسكوني بزيارة ثانية للمملكة.

### الاتفاقيات الثنائية
وفي إطار العلاقات الراسخة بين البلدين تم التوقيع على عدة اتفاقيات منها:
- معاهدة الصداقة في 10/02/1932م.
- اتفاقية التعاون الثقافي والعلمي والتقني في 06/02/1973م.
- اتفاقية التعاون الاقتصادي والصناعي والتقني والمالي في 04/03/1975م.
- اتفاقية بين شركة النفط السعودية (أرامكو) وشركة (إيني) الإيطالية لتوريد النفط مباشر إلى إيطاليا في عام 1979م.
- اتفاقية تجنب الازدواج الضريبي على الدخل والممتلكات في مجال الطيران الجوي في 24/11/1985م.
- اتفاقية التعاون بين وزارتي الدفاع في البلدين في 17/02/1993م.
- مذكرة تفاهم في مكافحة الإرهاب وتهريب المخدرات والمؤثرات العقلية والجريمة المنظمة في 16/12/1995م. وفي عام 1998م تم عقد الاجتماع الأول للجنة التعاون الأمنية بين البلدين.
- اتفاقية مشتركة لتنمية وحماية الاستثمارات في 10/09/1996م.
- وثيقة تفاهم تم توقيعها في روما بين مجلس غرف التجارة والصناعة السعودي واتحاد الصناعيين الإيطاليين في عام 1997م.
- مذكرة تفاهم حول المشاورات الثنائية بين وزارة الخارجية السعودية ووزارة الخارجية الإيطالية في 07/02/2000م.
- بروتوكول تنفيذي لاتفاقية التعاون الثقافي والعلمي والتقني في 04/02/2001م.
- مذكرة تفاهم بين اتحاد كرة القدم السعودي واتحاد كرة القدم الإيطالي في عام 2005م.
- اتفاقية تفادي فرض الازدواج الضريبي بين المملكة العربية السعودية وجمهورية إيطاليا في يناير 2007م وتمت المصادقة عليها بتاريخ 01/12/2009م.
- تجديد اتفاقية التعاون بين الحكومتين الإيطالية والسعودية في مجال الدفاع (المبرمة في 1993م) حيث جددت الاتفاقية في 06/11/2007م وتمت المصادقة عليها لاحقاً.
- اتفاقية التعاون بين الحكومتين الإيطالية والسعودية في المجال الصحي في 06/11/2007م وتمت المصادقة عليها لاحقاً.
- مذكرة تفاهم في مجال التدريب المهني بين وزارة العمل والضمان الاجتماعي في إيطاليا وهيئة التدريب التقني والمهني في السعودية في 06/11/2007م وتمت المصادقة عليها لاحقاً.
- مذكرة تفاهم في مجال التعاون الجامعي بين وزارة الجامعات والبحوث العلمية الإيطالية ووزارة التعليم العالي في المملكة في 06/11/2007م وتمت المصادقة عليها لاحقاً.

## وصلات خارجية
- سفارة خـادم الـحرمين الـشريفين في رومـا